# Maison Bloc
La maison André-Bloc ou Villa André Bloc à Meudon est une maison d'habitation conçue par André Bloc à Meudon, en France.

## Caractéristiques
L'édifice est une résidence privée située rue des Capucins dans l'ouest de Meudon, dans les Hauts-de-Seine, à proximité de la forêt de Meudon. Construite en béton et pierre, elle présente un volume courbe. Elle occupe le bas d'un parc et de grandes baies vitrées permettent de bénéficier de larges vues sur celui-ci.

## Historique
La maison est construite en 1949 par l'architecte français André Bloc. Ingénieur de formation, ayant fréquenté de nombreux architectes comme Le Corbusier, Henri Sauvage, Frantz Jourdain ou encore Auguste Perret, il est également fondateur de plusieurs revues comme L'Architecture d'aujourd'hui et Aujourd'hui dont la formule inaugurale résume sa vision : concilier « l'art de l'ingénieur, l'art du constructeur, l'art du plasticien, l'art de l'architecte ».
Entre 1964 et 1966, André Bloc réalise deux « sculptures habitacles » dans le parc de sa maison, sculptures monumentales destinées à pouvoir être habitées. La sculpture habitacle n°2 et la sculpture habitacle n°3 concrétisent ses idées « sur la synthèse entre l'architecture et la sculpture dans une "forme libre" ». La maison sera utilisée comme lieu de tournage, lors du défilé de mode, pour le film Qui êtes-vous, Polly Maggoo ? réalisé par William Klein, en 1966.
L'ensemble du terrain est classé comme monument historique en 1983.